# کاراولاس
کاراولاس (به پرتغالی: Caravelas) یک منطقهٔ مسکونی در برزیل است که در باهیا واقع شده‌است. کاراولاس ۲٬۳۷۷٫۸۸۹ کیلومتر مربع مساحت و ۲۲٬۰۹۳ نفر جمعیت دارد و ۱۰ متر بالاتر از سطح دریا واقع شده‌است.